# NGC 3526
NGC 3526 (również NGC 3531, PGC 33635 lub UGC 6167) – galaktyka spiralna (Sc), znajdująca się w gwiazdozbiorze Lwa.
Odkrył ją Albert Marth 25 marca 1865 roku. 27 kwietnia 1881 roku obserwował ją Edward Holden, jednak pomylił się w identyfikacji gwiazdy odniesienia, co spowodowało, że błędnie obliczył pozycję i uznał, że to nowo odkryty obiekt. John Dreyer skatalogował obserwację Martha jako NGC 3526, a Holdena jako NGC 3531.
W galaktyce tej zaobserwowano supernową SN 1995H.